# Campeonato Nacional da Guiné-Bissau
Campeonato Nacional da Guiné-Bissau este o competiție de fotbal amator care repezintă primul eșalon din sistemul competițional fotbalistic din Guineea-Bissau.

## Echipe
- Clube de Futebol "Os Balantas" (Mansôa) [Oio]
- Desportivo de Gabú (Gabú)
- Estrela Negra de Bolama (Bolama) [Bolama-Bijagós]
- Flamengo Futebol Clube (Pefine) [Bissau]
- Futebol Clube de Canchungo (Canchungo) [Cacheu]
- Mavegro Futebol Clube (Bissau)
- Nuno Tristão Futebol Clube (Bula) [Cacheu]
- Sport Bissau e Benfica (Bissau)
- Sporting Clube de Bafatá (Bafatá)
- Sporting Clube de Bissau (Bissau)

## Campioane
| - 1975 : Clube de Futebol "Os Balantas" (Mansôa) - 1976 : União Desportiva Internacional de Bissau (Bissau) - 1977 : Sport Bissau e Benfica (Bissau) - 1978 : Sport Bissau e Benfica (Bissau) - 1979 : titlul nu a fost acordat - 1980 : Sport Bissau e Benfica (Bissau) - 1981 : Sport Bissau e Benfica (Bissau) - 1982 : Sport Bissau e Benfica (Bissau) - 1983 : Sporting Clube de Bissau (Bissau) - 1984 : Sporting Clube de Bissau (Bissau) - 1985 : União Desportiva Internacional de Bissau (Bissau) - 1986 : Sporting Clube de Bissau (Bissau) - 1987 : Sporting Clube de Bafatá (Bafatá) - 1988 : Sport Bissau e Benfica (Bissau) | - 1989 : Sport Bissau e Benfica (Bissau) - 1990 : Sport Bissau e Benfica (Bissau) - 1991 : Sporting Clube de Bissau (Bissau) - 1992 : Sporting Clube de Bissau (Bissau) - 1993 : Sport Portos de Bissau (Bissau) - 1994 : Sporting Clube de Bissau (Bissau) - 1995 : titlul nu a fost acordat - 1996 : Associação Desportiva e Recreativa Mansabá (Mansabá) - 1997 : Sporting Clube de Bissau (Bissau) - 1998 : Sporting Clube de Bissau (Bissau) - 1999 : nu s-a disputat - 2000 : Sporting Clube de Bissau (Bissau) - 2001 : nu s-a disputat - 2002 : Sporting Clube de Bissau (Bissau) | - 2003 : União Desportiva Internacional de Bissau (Bissau) - 2004 : Sporting Clube de Bissau (Bissau) - 2005 : Sporting Clube de Bissau (Bissau) - 2006 : Clube de Futebol "Os Balantas" (Mansôa) - 2007 : Sporting Clube de Bissau (Bissau) - 2008 : Sporting Clube de Bafatá (Bissau) - 2009 : Clube de Futebol "Os Balantas" (Mansôa) - 2010 : |  |

## Golgeter
| An      |               | Golgeter               | Club                                       | Goluri |
| 2002/03 | Guinea-Bissau | Amadú Baldé            | Sporting Clube de Bissau                   | 25     |
| 2004/05 | Guinea-Bissau | João Carlos "Madjer"   | Sporting Clube de Bissau                   | 14     |
| 2006/07 | Guinea-Bissau | Mamadi Danfa Baba      | Associação Desportiva e Recreativa Mansabá | 9      |
| 2007/08 | Guinea-Bissau | Alberto Có "Stromberg" | Sport Bissau e Benfica                     | 22     |